# 南區 (大阪市)
南區是過去曾存在於日本大阪市的行政區，位於現在中央區的南部，在廢除前是全日本政令指定都市中面積最小的行政區。已於1989年2月13日與位於北側的東區合併為新設立的中央區。

## 歷史
南區在江戶時代屬於當時的大坂市區大坂三鄉。大坂三鄉的區域在1879年實施郡區町村編制法時設立為東區、西區、南區、北區，直接隸屬於大阪府；1889年在這四區的範圍設立大阪市，這四區也同時改隸屬大阪市，成為市轄的行政區。
1897年，原屬西成郡的西濱町、難波村和木津村、今宮村、東成郡的天王寺村、生野村位於大阪鐵道（現在的關西本線和大阪環狀線）以西以北區域被併入大阪市，並劃入南區。但在1925年，這些於1897年併入的區域中，原屬西成郡的區域被劃出設立為浪速區，屬於東成郡的區域則畫出設立為天王寺區；後由於1943年大阪市重新劃分行政區劃時，稍微調整了之間的邊界以把邊界拉直。
1989年與東區合併為新設立的中央區。